# Sergéi Saltykov

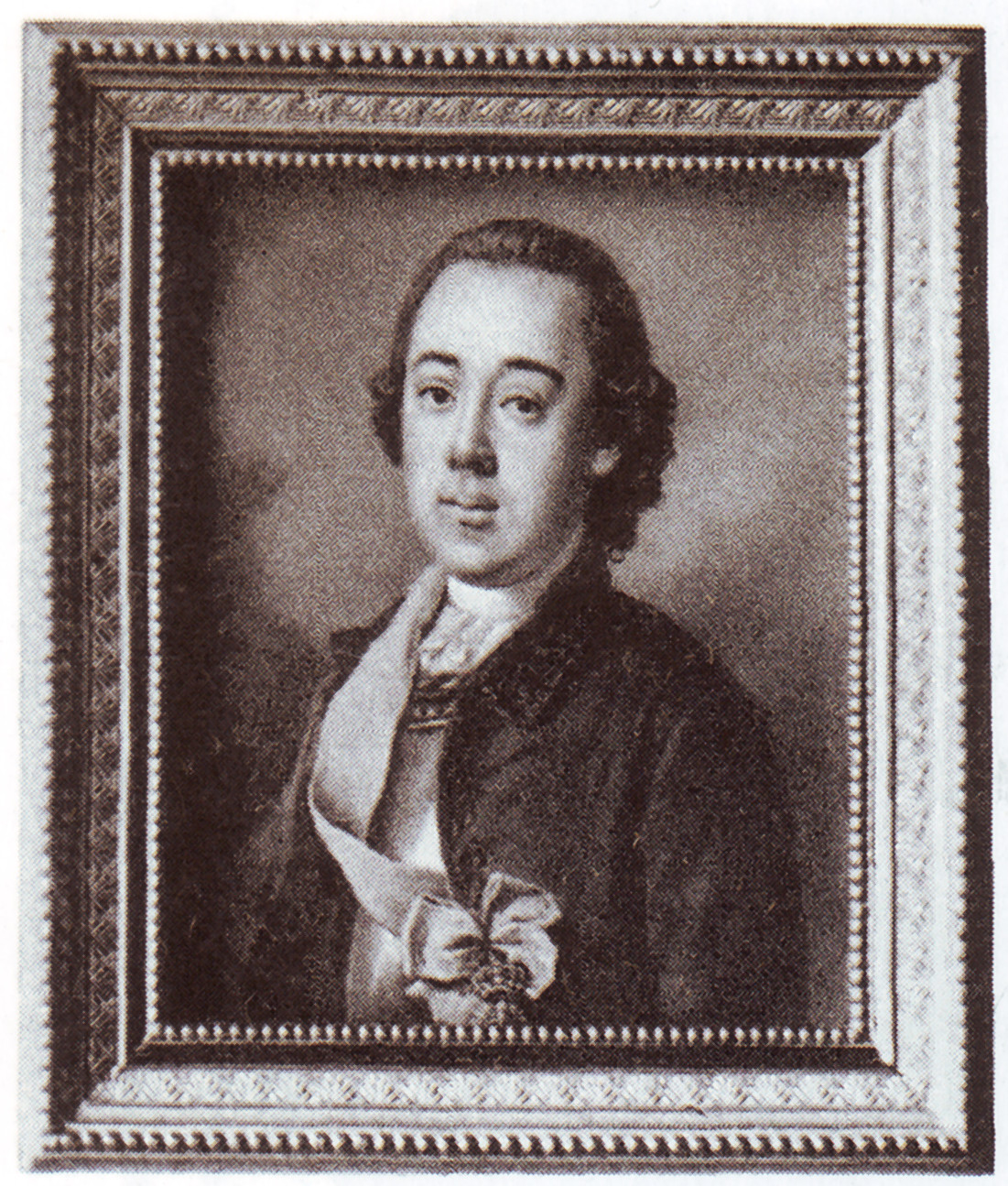
Serguéi Saltykov

Serguéi Vasílievich Saltykov (en ruso: Серге́й Васи́льевич Салтыко́в; c. 1726-1765) fue un chambelán ruso que se convirtió en el primer amante de la zarina Catalina II de Rusia tras la llegada de esta a Rusia.
En sus memorias, Catalina difunde rumores sobre el verdadero padre de su hijo Pablo I de Rusia. Está registrado que Pablo «casi con certeza era el hijo de su amante». La mayoría de los historiadores, sin embargo, cree que las insinuaciones de Catalina estuvieron motivadas por su animosidad personal en contra de Pablo, con intención de herirlo. De hecho, Pablo se asemeja bastante con su padre oficial, Pedro III de Rusia, tanto en carácter como en apariencia. Hubo muy poco en común entre el beligerante y bajo Pablo y el alto y apuesto Serguéi Saltykov.
Serguéi fue el hijo del conde Vasili Fiódorovich Saltykov (1675 - 27 de abril de 1751) y su esposa, la princesa Mariya Alekséyevna Golítsyna (1 de enero de 1701 - 14 de octubre de 1752), hija del príncipe Alekséi Borísovich Golitsyn (véase Golitsin), lugarteniente, coronel (4 de febrero de 1671 - 4 de marzo de 1713) y su esposa, Anna Ivánovna Sukina (8 de febrero de 1672 - 7 de octubre de 1738). Los Saltykov pertenecían a una antigua familia de boyardos que rivalizó con los Románov en nobleza al descender de una hermana del primer zar Románov, así como de varias ramas de los Rúrikovich por línea materna. La madre de la emperatriz Ana Ioánnovna, por ejemplo, provenía de esta familia.